# Modulation
Modulation – drugi album studyjny holenderskiego projektu muzycznego Rygar, wydany w 2012. Kompozytorami wszystkich utworów byli Michiel van der Kuy oraz Rob van Eijk.. Producentem wykonawczym był Marek Kołodyński z nowojorskiej wytwórni Space Sound Records. Album składa się dziesięciu premierowych utworów, dwóch starych nagrań Star Tracks i Space Raiders, powstałych w latach 80. XX wieku oraz jednej nowej wersji utworu Star Tracks.

## Spis utworów
1. "Robotic Voice" (Rob van Eijk) - 5:43
2. "Space Raiders" (Michiel van der Kuy) - 5:42
3. "24562 Overture" (Michiel van der Kuy) - 5:29
4. "Secret Messages" (Michiel van der Kuy) - 6:37
5. "Humanity" (muzyka - Michiel van der Kuy, tekst - Paula Kołodyński) - 6:43
6. "Modulation" (Rob van Eijk)- 5:27
7. "Star Tracks" (Michiel van der Kuy) - 6:01
8. "Vitruvian Man" (Michiel van der Kuy) - 6:22
9. "Captain of the Universe" (Michiel van der Kuy) - 4:57
10. "From the World to the Sun" (Michiel van der Kuy) - 6:42
11. "Space Raiders part II" (Michiel van der Kuy) - 5:11
12. "Illusion in C Minor" (Michiel van der Kuy) - 6:37
13. "Star Tracks" /remix 2012/ (Michiel van der Kuy) - 6:32

## Historia nagrania
Po kilku latach spędzonych na produkcji muzyki techno i trance, Michiel van der Kuy w 2003 roku ponownie połączył siły z Robem van Eijkiem, z którym wcześniej pisał utwory dla Laserdance i Proxyon. W rezultacie powstały dwa albumy spacesynth ich nowego projektu muzycznego Area 51, wydane przez Hypersound Productions. Pod koniec 2008 roku Marek Kołodyński z wytwórni Space Sound Records zaproponował obu muzykom wydanie nowej płyty. Ich wspólną decyzją wydawnictwo ukazało się pod dawną marką Rygar, ponieważ w odróżnieniu od nazw Laserdance czy Proxyon, van der Kuy posiadał do niej prawa.

## Okładka płyty
W przeciwieństwie do większości wydawnictw płytowych z gatunku spacesynth, przedstawiających na okładkach widoki rodem z kosmicznej fantastyki naukowej czy futurystyczne statki kosmiczne nawiązujące do filmowych światów Gwiezdnych wojen i Star Treka, główny motyw okładki albumu Modulation stanowi słynny rysunek Leonarda da Vinci Człowiek witruwiański z Księżycem w tle. Jeden z utworów na płycie także nosi tytuł Vitruvian Man. Autorem okładki jest Krzysiek Krisstoff74 Palich.